# Дом художника (Омск)
Дом художника в Омске — здание, принадлежащее Омской организации Союза художников России. Первое специализированное здание для Союза художников в Сибири и одно из первых в СССР.

## История создания
Решение о строительстве было принято в 1950-м году, как признание заслуг омской организации Союза художников. Проект разработал выпускник архитектурного отделения омского Худпрома Е. А. Степанов. Деньги на строительство, 1,5 млн. рублей, отпустил «Всекохудожник». Строительство началось в 1951 году. По решению правления каждый художник должен был отработать 15 рабочих дней. Проводились воскресники. Торжественное открытие состоялось 18 мая 1957 года.

## Местоположение
Здание расположено в историческом и географическом центре города. Из окон здания открывается прекрасный вид на место впадения реки Оми в Иртыш и на историческую часть центральной улицы города на противоположном берегу Оми. В 2007 году в честь 50-летия Дома художника в Омске прошла выставка «Вид из окна».

## Современность
Дом художника — важнейший элемент системы художественной жизни Омска. В здании расположены правление Омской организации Союза художников России, мастерские художников — членов СХ, выставочный зал, художественный салон.
В выставочном зале постоянно проходят выставки художников омичей — молодежи и членов союза, привозные выставки. После реконструкции зал может вместить одновременно несколько выставочных проектов.
На фасаде здания прикреплена мемориальная доска, посвященная М. А. Врубелю.